# C/2012 S1 (ISON)
C/2012 S1 (ISON)  fue un cometa descubierto el 21 de septiembre de 2012 por Vitali Nevski (Vítebsk, Bielorrusia) y Artiom Novichónok (Kondopoga, Rusia) del observatorio ISON-Kislovodsk. Las previsiones más optimistas apuntaban a que había probabilidad de que se convertiera en uno de los más brillantes en varias decenas de años, tal vez "el cometa del siglo". El 28 de noviembre de 2013 alcanzó el perihelio pasando a tan solo 1165000 km de la superficie solar, resultando casi totalmente volatilizado. El 29 de noviembre la sonda para el estudio solar SOHO detectó que quizás una pequeña parte del núcleo se conservaba, aunque su luminosidad había disminuido drásticamente, siendo inobservable a simple vista. El 2 de diciembre, el CIOC anunció la total desintegración del cometa, aunque la NASA siguió investigando la posibilidad de que un diminuto fragmento pudiese haber sobrevivido, pero días después confirmaron la desaparición del núcleo del cometa.

## Órbita y características
La órbita del cometa, llamado C2012 S1 ISON se logró encontrar gracias a unas imágenes previas tomadas el 28 de diciembre de 2011 en el observatorio Mount Lemmon Survey y otra imagen tomada el 28 de enero de 2012, desde el Pan-STARRS. Con ambos informes se pudo calcular su posición con relativa certeza. Parece seguir una trayectoria hiperbólica, lo que sugiere que ha sido arrancado en fecha relativamente reciente de la nube de Oort, siendo la primera vez que el cometa hacía su viaje hacia el Sol. El cometa pasó a 0,07248 UA (10.843.000 km) de Marte el 1 de octubre de 2013. Llegó a su perihelio el 28 de noviembre a una distancia de 0.0124 UA (1.860.000 km) del punto central del Sol y de 1165000 km de su superficie. Este proceso involucró la volatilización de gran parte del material que lo conformaba, dando lugar a un desvanecimiento repentino de la luminosidad que pudo ser captada por los diferentes instrumentos de observación de actividad solar. Las previsiones más optimistas preveían que la integridad del núcleo del cometa no se viera gravemente afectada pudiendo dar lugar de este modo a quizás uno de los cometas más brillantes que el hombre hubiera observado, superior a la del Gran Cometa de 2007 C/2006 P1 y al Cometa Hale-Bopp (o C/1995 O1), pero el 29 de noviembre la sonda para el estudio solar SOHO detectó restos del cometa cuya luminosidad había disminuido drásticamente. El 2 de diciembre, el CIOC anunció la total desintegración del cometa aunque la NASA siguió investigando la posibilidad de que un diminuto fragmento pudo haber sobrevivido. Antes de su destrucción se preveía que alcanzaría la máxima proximidad a la Tierra el 26 de diciembre de 2013 acercándose a 0,43 UA (64.000.000 km). 

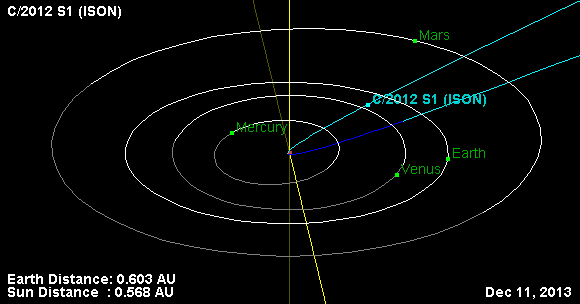
Posición orbital de C/2012 S1 el 11 de diciembre 2013, después del perihelio.
- Visualización de la órbita del cometa ISON medida que se mueve hacia el interior del Sistema Solar en 2013.